# Urbain Le Verrier
Urbain Le Verrier (Saint-Lô, 11. ožujka. 1811. – Pariz, 23. rujna 1877.), francuski astronom i matematičar. Ravnatelj pariške zvjezdarnice od 1854. do 1870., poznat po teorijskim radovima u astronomiji. Izmijenio je teoriju gibanja planeta i usporedio ju s najvrsnijim suvremenim opažanjima. Ispitivao je stabilnost staza tijela Sunčeva sustava. Iz poremećenosti Uranove staze utvrdio svojstva i položaj tada još neotkrivenoga planeta Neptuna (neovisno o britanskom astronomu Johnu Couchu Adamsu). Neptun je 1846. otkrio Johann Gottfried Galle nakon samo jednog sata traženja, samo 1° dalje od predviđenoga položaja.
1821. Alexis Bouvard je objavio astronomske proračune glede orbite Neptunovog susjeda, Urana. Naknadna promatranja ustvrdila su značajne devijacije od predviđene putanje što je Bouvarda navelo da teoretizira o nepoznatom tijelu koje gravitacijski utječe na Uran. 1843. John Couch Adams započeo je s proučavanjem orbite Urana na osnovu podataka koje preko Jamesa Challisa dobio od Sir Georgea Airyja. S radom je nastavio od 1845. do 1846. te došao do nekoliko različitih predviđanja o novom planetu.
Od 1845. do 1846., Urbain Le Verrier, neovisno od Adamsa, razvio je vlastite proračune, ali se također susreo s poteškoćama oko zainteresiranja svojih sunarodnjaka. U lipnju 1846., nakon što je vidio Le Verrierove procjene o položaju planeta te zamjetio sličnosti s Adamsovim procjenama, Airy je uvjerio direktora Zvjezdarnice Cambridge Jamesa Challisa da krene u potragu za planetom. Challis je proveo kolovoz i rujan pretražujući noćno nebo.
Le Verrier je u međuvremenu putem pisma kontaktirao Johann Gottfried Galle iz Berlina te ga uputio na promatranje. Heinrich d'Arrest, student u zvjezdarnici, sugerirao je Galleu da usporede nedavno napravljenu kartu neba područja na koje je uputio Le Verrier s trenutnim nebom u potrazi za promjenana koje bi bile karakteristične za planet. Na večer istog dana kada je pismo zaprimljeno, 23. rujna 1846., Neptun je otkriven 1° od položaja na kojem ga je predvidio Le Verrier, odnosno 12° od Adamsovog predviđanja. Challis je kasnije utvrdio da je planet promatrao dva puta ranije u kolovozu, ali ga nije identificirao zbog svog rutinskog pristupa poslu.
U jeku otkrića, između Francuza i Britanaca zavladalo je nacionalističko rivalstvo u tome tko zaslužuje priznanje za otkriće. Međunarodnim konsenzusom naknadno je utvrđeno da zasluge za otkriće zaslužuju podjednako Le Verrier i Adamas. Od 1966. Dennis Rawlins dovodi u pitanju kredibilititet Adamsove uloge suotkrivača zbog čega je cijeli slučaj revidirian od strane povjesničara 1998. Nakon revizije, utvrđeno je da "Adams ne zaslužuje jednake zasluge kao i Le Verrier za otkriće Neptuna. Te zasluge pripadaju samo osobi koja je bila uspješna u predviđanju planetove lokacije i uvjeravanju drugih astronoma da ga potraže."
Njegovo ime nalazi se na listi 72 znanstvenika ugraviranih na Eifellovom tornju.